# Bruno Hildebrand
Bruno Hildebrand (ur. 6 marca 1812 w Naumburgu, zm. 29 stycznia 1878 w Jenie) – ekonomista niemiecki. Przedstawiciel niemieckiej szkoły historycznej. Profesor uniwersytetów niemieckich i szwajcarskich.
Kwestionował istnienie ogólnych praw ekonomicznych, przypisując historii podstawową rolę w poznawaniu zasad rozwoju gospodarczego poszczególnych krajów. Jako pierwszy obnażył błąd istoty teorii ekonomicznych Karola Marksa. Był bardzo aktywny politycznie i za swoje przekonania został oskarżony o zdradę stanu oraz skazany na karę śmierci, której uniknął zbiegając do Szwajcarii.
Badając historię gospodarczą ludzkości wyróżnił trzy okresy:
1. gospodarki naturalnej
2. gospodarki pieniężnej
3. gospodarki kredytowej.

Ojciec rzeźbiarza Adolfa von Hildebranda i dziadek teologa Dietricha von Hildebranda.

## Dzieła
- Ekonomia narodowa w teraźniejszości i przyszłości (1848)